# Hàivoron
Hàivoron (en ucraïnès i en rus Гайворон) és una ciutat de la província de Kirovohrad, Ucraïna. El 2021 tenia 14.214 habitants.